# 浦口街道
浦口街道是中国浙江省嵊州市下辖的一个街道，位于嵊州市区东北部，四明山西麓，因地处黄泽江汇入剡溪之口而得名。总面积68.65平方公里，人口约3.3万人。原为浦口镇，2002年撤镇设街道。

## 行政区划
现辖：
浦口社区、浦口村、屠家埠村、棠头溪村、多仁村、大屋村、上江村、故江村、沈茹新村、浦南村、浦东村、五莲村、新建村、蒋林头村、东江村、四明村、东联村、东俞村和珠溪村。